# 訃報 1991年3月
訃報 1991年3月（ふほう 1991ねん3がつ）では、1991年（平成3年）3月中に物故した、又は物故が報じられた人物についてまとめる。

## （1日 - 15日）

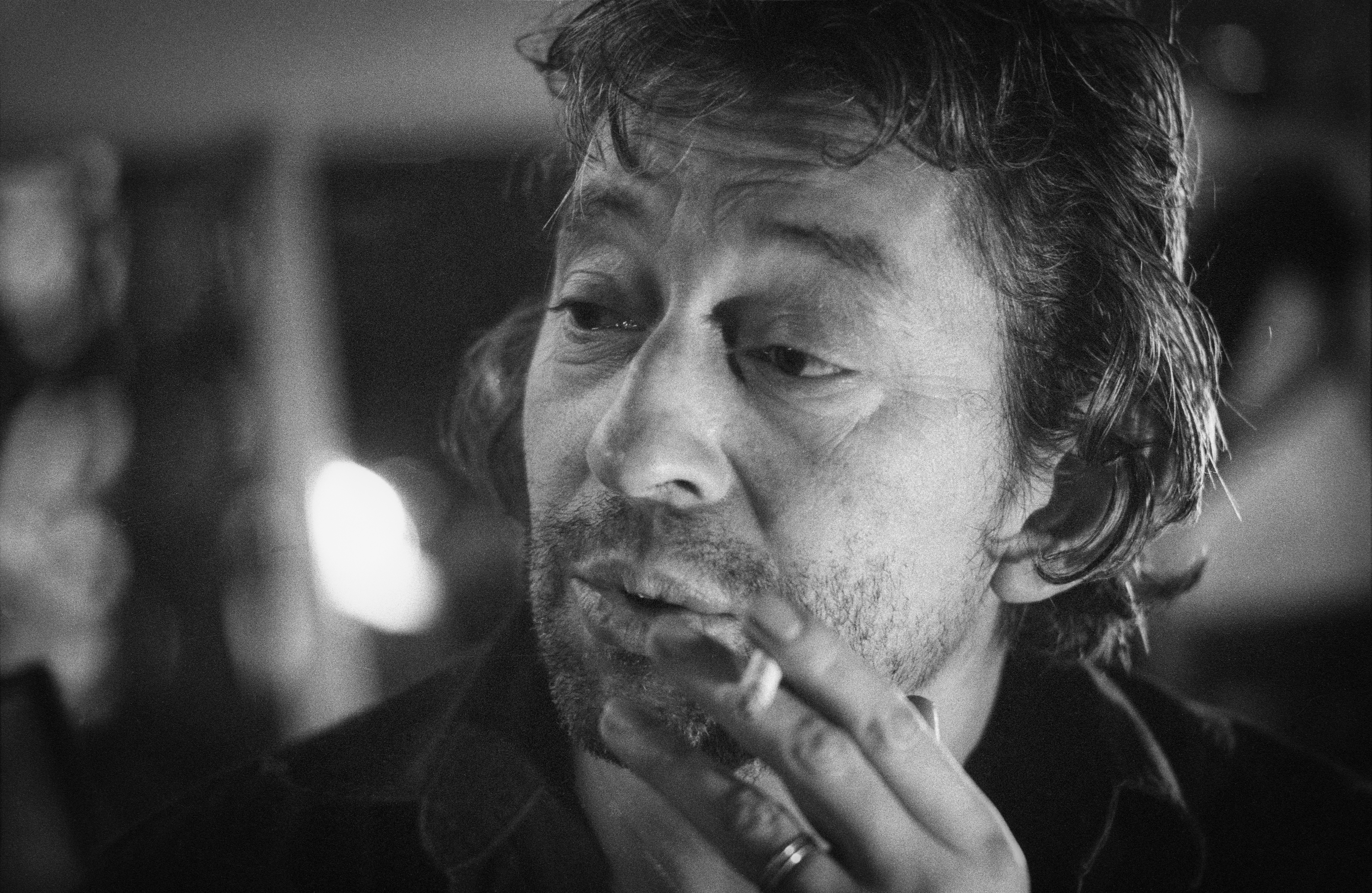
セルジュ・ゲンスブール / 3月2日没

- 3月2日 - セルジュ・ゲンスブール、作曲家、歌手（* 1928年）
- 3月2日 - 青木雨彦、コラムニスト（* 1932年）
- 3月4日 - 石井順一、高校野球指導者（* 1899年）
- 3月4日 - 八木正生、作曲家、編曲家、ピアニスト（* 1932年）
- 3月9日 - 池内友次郎、作曲家（* 1906年）

## （16日 - 31日）

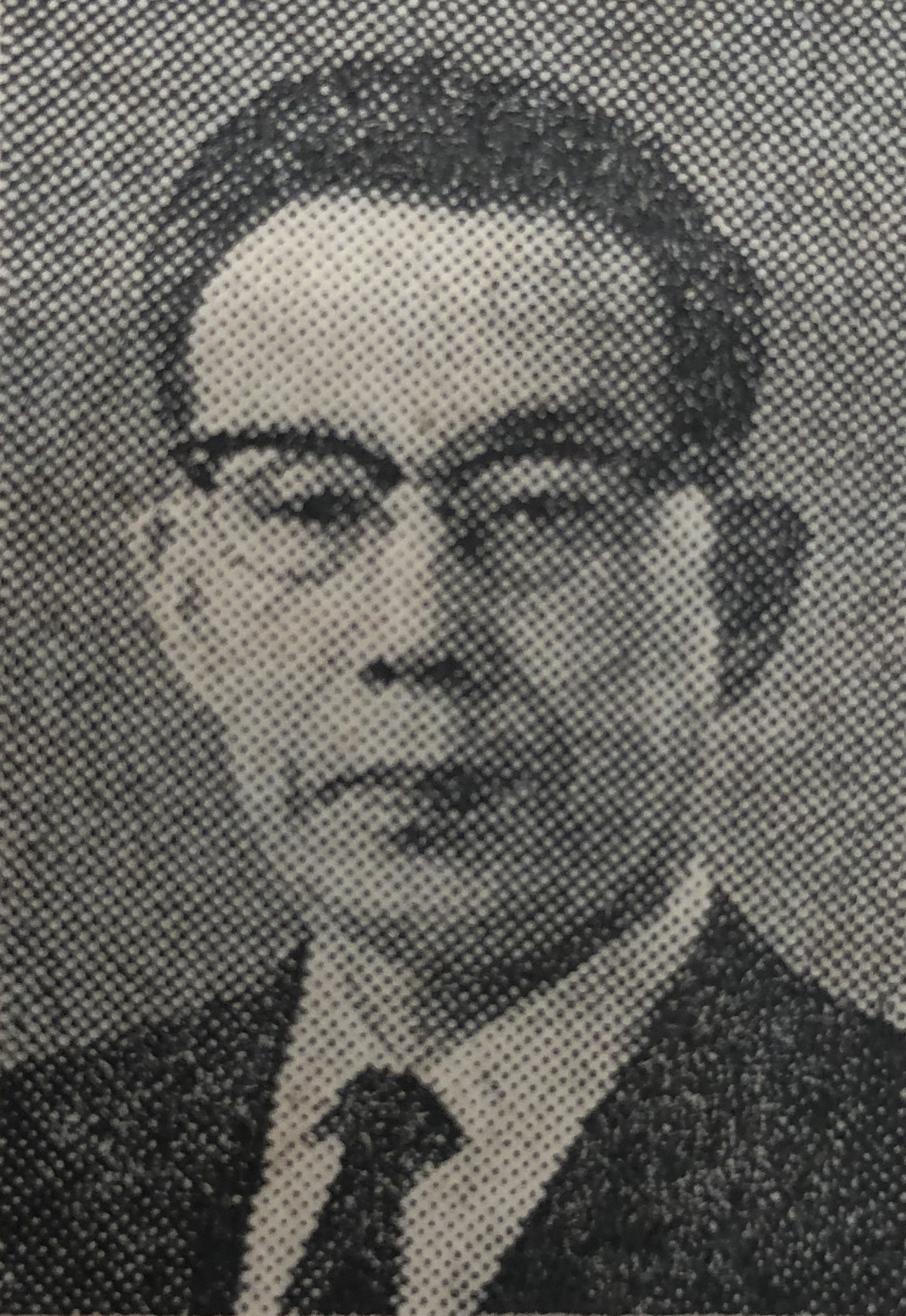
上村千一郎 / 3月20日没

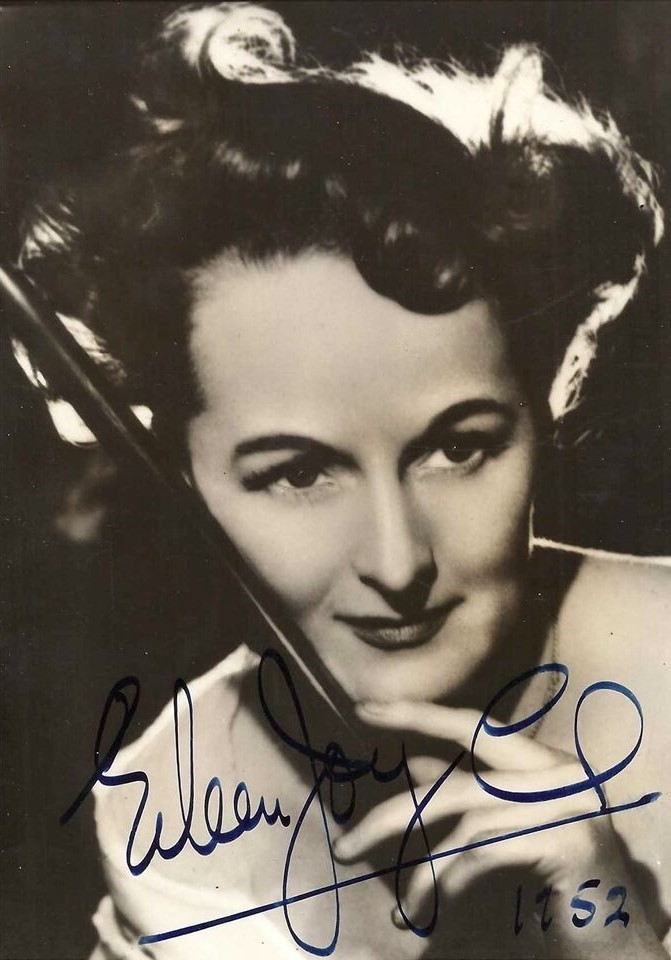
アイリーン・ジョイス / 3月25日没

- 3月17日 - ローター・コッホ（Lothar Koch）、元ベルリン・フィルハーモニー管弦楽団首席オーボエ奏者（* 1935年）
- 3月18日 - 鴨居羊子、ファッションデザイナー（* 1925年）
- 3月20日 - 上村千一郎、政治家、第10代環境庁長官（* 1912年）
- 3月21日 - レオ・フェンダー、エレクトリックギター製作者（* 1909年）
- 3月25日 - アイリーン・ジョイス、ピアニスト（* 1908年）
- 3月25日 - 橋本明治、日本画家（* 1904年）
- 3月25日 - 田村魚菜、料理研究家（* 1914年）
- 3月27日 - 清水クーコ、タレント（* 1952年）